# Nadica Božanić
Nadica Božanić –en serbio, Надица Бозанић– (13 de marzo de 2001) es una deportista serbia que compite en taekwondo.
Ganó una medalla de oro en el Campeonato Mundial de Taekwondo de 2022, en la categoría de –73 kg. En los Juegos Europeos de Cracovia 2023 consiguió una medalla de plata en la misma categoría.

## Palmarés internacional
| Campeonato Mundial | Campeonato Mundial      | Campeonato Mundial | Campeonato Mundial |
| Año                | Lugar                   | Medalla            | Categoría          |
| ------------------ | ----------------------- | ------------------ | ------------------ |
| 2022               | Guadalajara (México)    | Medalla de oro     | –73 kg             |
| Juegos Europeos    |                         |                    |                    |
| Año                | Lugar                   | Medalla            | Categoría          |
| 2023               | Krynica-Zdrój (Polonia) | Medalla de plata   | –73 kg             |